# Caradrina panurgia
Caradrina panurgia là một loài bướm đêm trong họ Noctuidae.